# Symfoni nr 9 (Henze)
Symfoni nr 9 av Hans Werner Henze komponerades 1997.

## Historia
Det är en körsymfoni, med undertiteln Den Helden und Märtyrern des deutschen Antifaschismus gewidmet (Tillägnad den tyska antifascismens hjältar och martyrer). Texten, skriven av poeten Hans-Ulrich Treichel, är baserad på romanen Das siebte Kreuz (Det sjunde korset) från 1942 av Anna Seghers, där sju fångar försöker fly från koncentrationslägret Westhofen, men bara en av dem överlever. Enligt tonsättaren behandlar symfonin teman som sysselsatt honom sedan han som ung inkallades till den tyska armén under andra världskriget. Hans tidigare Requiem är på många sätt en föregångare till detta verk.
Över de sju satserna, och parallellt med romanen, berättar den historien om en flykting från nazisterna, med skildringar av känslokylan i småstadstortyr och "officiell" polisrapportering och avverkning av plataner för att göra kors för att korsfästa återfångade flyktingar (sats två och tre). Den sjätte satsen är en vansinnig episod i en katedral där rymlingens trolösa möte med kristna bilder kontrasteras mot en rymlings död i föregående sats, och attackhundarnas ankomst i slutet. Den sista satsen skildrar rymlingens slutliga flykt i ett fartyg (seglande nerför Rhen i romanen). Slutet, liksom mycket annat i verket, är dock tvetydigt och kontrasterar individens framgångsrika flykt med det faktum att det allmänna hotet förblir stort.
Den uruppfördes den 11 september 1997 på Philharmonie, Berlin med Berlins radiokör och Berlinerfilharmonikerna under ledning av Ingo Metzmacher. Föreställningen spelades också in av EMI.

## Struktur
1. Die Flucht (Escape)
2. Bei den Toten (Among the Dead)
3. Bericht der Verfolger (The Persecutors' Report)
4. Der Platane spricht (The Plane Tree Speaks)
5. Der Sturz (The Fall)
6. Nachts in Dom (Night in the Cathedral)
7. Die Rettung (The Rescue)